# Sampaloc (Quezon)
Sampaloc ist eine philippinische Stadtgemeinde in der Provinz Quezon. Sie hat 13.907 Einwohner (Zensus 1. August 2015).

## Baranggays
Sampaloc ist administrativ in 14 Baranggays unterteilt.
- Alupay
- Apasan
- Banot
- Bataan
- Bayongon
- Bilucao
- Caldong
- Ibabang Owain
- Ilayang Owain
- Mamala
- San Bueno
- San Isidro (Pob.)
- San Roque (Pob.)
- Taquico